# Hillerse (Northeim)
Hillerse ist ein Stadtteil der Stadt Northeim (Niedersachsen).

## Geographie
Hillerse liegt im Landkreis Northeim westlich der Leine und nördlich vom Wahrberg, der als Naturschutzgebiet ausgewiesen ist.

## Geschichte
Der Ort wurde 1055 als Hildissun erstmals urkundlich erwähnt, anlässlich der Gründung des Petersstift Nörten. Im frühen 13. Jahrhundert verfügte Adolf I. von Dassel in Hillerse über Zehntrechte.
Mit der Schenkung der Vogtei und der Kirche 1288 durch Helmold von Plesse an das Kloster Höckelheim, unterstand der Ort dem Adelsgeschlecht der Plesser. Sie selbst wurden durch die Herzöge zu Braunschweig mit dem Ort belehnt. Im vierzehnten Jahrhundert veränderten sich die Besitzverhältnissen, man findet nun bereits ein größeres Vorwerk als Erbeigentum, mitsamt einer Schäferei und Zehnten im Besitz derer von Hardenberg. Eine Bestätigung dieses Besitzes fand im Jahre 1555 statt, als Herzog Erich II. die Hardenberger mit dem Dorfe, dem Kirchlehn, Gericht und Untergericht belehnte, ausgenommen davon war allerdings die Halsgerichtbarkeit. Ein Vergleich mit dem Amte Moringen 1587 betraf die Befugnis, jene Verbrecher zu ergreifen und vor Gericht zu stellen, die im Gebiet um Hillerse ihr Unwesen trieben. Während des Dreißigjährigen Krieges brannte Tilly das Dorf 1626 nieder.
Ab dem 19. Jahrhundert befand sich Hillerse unter der Gerichtsbarkeit Nörten-Hardenbergs, bezeugt sind für das Jahr 1818 278 Einwohner, die sich auf 73 Häuser verteilten; knapp 30 Jahre später wuchs die Bevölkerung des Ortes an, sodass man im Jahre 1848 nun schon 503 Einwohner zählte, die Anzahl der Häuser stieg auf 75. Nach dem Ersten Weltkrieg stiegen die Einwohnerzahlen nochmals an, sodass mit einer erhöhten Siedlungstätigkeit begonnen werden musste. So entstanden die ersten Siedlungshäuser auf dem Gelände des früheren Judenhofes. Nach dem Zweiten Weltkrieg setzte sich die Siedlungstätigkeit fort. Die Bewohnerzahlen verdoppelten sich in der Zeit nahezu. Um ihnen Unterkunft zu gewähren, wurde eine Dorfrandsiedlung mit insgesamt 8 Eigenheimen angelegt. Im früheren Gemarkungsbereich Im Knick, heute Grüner Ring genannt, errichtete man weiterhin 20 Neubauten, während 1963 ein weiteres Siedlungsgebiet auf der einstigen Schafbreite erschlossen wurde. Von 1966 bis 1974 konnten Nördlich des Friedhofs über 40 Häuser gebaut werden. In das Jahr 1973 fällt weiterhin die Anlage des neuen Friedhofs mit einer damaligen Fläche von 100 mal 60 m. Ein ehemals landwirtschaftlich genutzter Hof ist in den 1990er Jahren zum Dorfgemeinschaftshaus umgebaut worden.
Das Ortswappen symbolisiert ein Ehrenmal, welches man 1921 am westlichen Ortsrand für die im Ersten Weltkrieg gefallenen Dorfbewohner aufgestellt hat.
Am 1. Juli 1970 wurde die Gemeinde Hillerse im Rahmen einer Gebietsreform aufgelöst und in die Stadt Northeim eingegliedert.

## Politik

### Ortsrat
Der Ortsrat in Hillerse setzt sich seit der Kommunalwahl 2021 aus elf Ratsherren zusammen, die der "Freien Wählergemeinschaft Hillerse" (FGH) angehören. Die Wahlbeteiligung lag bei 67,44 Prozent.

### Ortsbürgermeister
Ortsbürgermeister ist Marvin Wittkowski stellvertretender Ortsbürgermeister ist Arne Friedrichs.

## Kultur und Sehenswürdigkeiten

### Vereine
Aktive Vereine sind unter anderem der Altgesellenclub Hillerse, das DRK Hillerse, der Feuerwehrverein, die Freiwillige Feuerwehr, der Heimat- und Kulturverein Hillerse, der Junggesellenverein, die Kreisjägerschaft, der Schützenverein, die Seniorengemeinschaft, de Sportverein SG Hillerse, der Sozialverband Hillerse und die Treckerfreunde Hillerse.

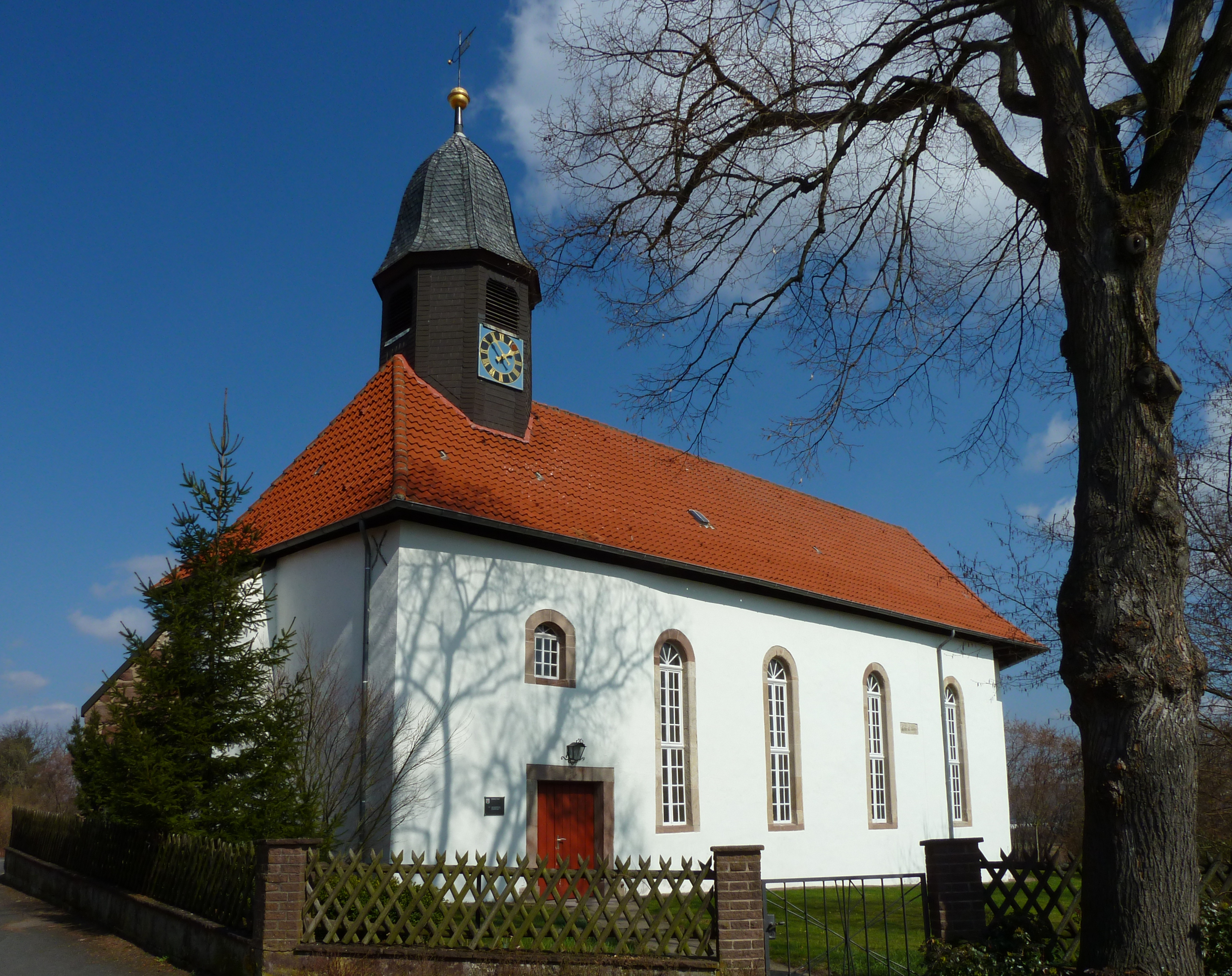
Ev.-luth. Kirche St. Petri

### St.-Petri-Kirche
Die Dorfkirche St. Petri dient der evangelischen Gemeinde und liegt am östlichen Ortsrand auf dem Kirchberg. Der schlichte verputzte Bau unter abgewalmtem Satteldach weist hohe Rundbogenfenster auf. Der leicht eingezogene Chorraum ist polygonal abgeschlossen. Die Kirche ist im Kern spätmittelalterlich und wurde mehrfach baulich geändert. 1695 erfolgte eine Erweiterung des Baus und 1721 wurde ein Dachreiter aufgesetzt. Im Inneren befindet sich eine Orgel von Balthasar Conrad Euler. Eine Kanzelaltarwand des 18. Jahrhunderts wurde 1967 entfernt. Seit 1991 ist anstelle eines Altarbildes ein dreiteiliger Wandteppich mit Darstellungen aus dem Leben des Simon Petrus im Altarraum mittig frei aufgehängt.

### Dorfmuseum
Das Dorfmuseum thematisierte das Landleben. Leider ist dieses nicht mehr geöffnet.